# 卢卡斯·特瓦拉
盧卡斯·泰華拿（Lucas Thwala，1981年10月19日—），南非职业足球运动员，现效力奧蘭多海盜。

## 連結
- Career history（页面存档备份，存于） at National Football Teams